# U-20-Fußball-Weltmeisterschaft der Frauen 2006/Gruppe D
Resultate der Gruppe D der U-20-Fußball-Weltmeisterschaft der Frauen 2006:
| Pl. | Land        | Sp. | S | U | N | Tore    | Diff. | Punkte |
| --- | ----------- | --- | - | - | - | ------- | ----- | ------ |
| 1.  | USA         | 3   | 3 | 0 | 0 | 007:200 | +5    | 09     |
| 2.  | Frankreich  | 3   | 2 | 0 | 1 | 006:100 | +5    | 06     |
| 3.  | Argentinien | 3   | 1 | 0 | 2 | 005:900 | −4    | 03     |
| 4.  | DR Kongo    | 3   | 0 | 0 | 3 | 001:700 | −6    | 0      |

## DR Kongo – USA 1:2 (0:1)
| DR Kongo                                                        | DR Kongo | USA | USA |
| --------------------------------------------------------------- | --- | --- | --- |
| DR Kongo                                                        | \| 18. August 2006 um 14:00 Uhr (MESZ) in Moskau (Torpedo-Stadion) \| \| Zuschauer: 300 \| \| Schiedsrichterin: Claudine Brohet ( Belgien) \|                                                                                  | \| 18. August 2006 um 14:00 Uhr (MESZ) in Moskau (Torpedo-Stadion) \| \| Zuschauer: 300 \| \| Schiedsrichterin: Claudine Brohet ( Belgien) \| | USA |
| DR Kongo                                                        | Mamie Buazo – Pitshou Tezi, Guyssie Kiuvu, Nanu Mafuala, Oliva Amani (86. Olga Wadio), Odile Kuyangisa – Nanouche Lumbu, Christine Bongo – Tresorine Nzuzi Vumongo, Mify Zenga (51. Ivonne Malembo) Cheftrainer: Poly Bonganya | Joanna Haig – Stephanie Logterman, Nikki Krzysik (46. Casey Nogueira), Stephanie Lopez – Jordan Angeli (46. Erin Hardy), Amanda Poach, Tobin Heath, Tina Di Martino, Allie Long (84. Sarah Wagenfuhr) – Amy Rodriguez, Kelley O’Hara Cheftrainer: Tim Schulz | USA |
| DR Kongo                                                        | 1:2 Tresorine Nzuzi (70.) | 0:1 Kelley O’Hara (33.) 0:2 Amy Rodriguez (65., Elfmeter) | USA |
| DR Kongo                                                        | Tresorine Nzuzi Vumongo (41.), Nanouche Lumbu (64.), Odile Kuyangisa (77.), Olga Wadio (89.) | | USA |
| 18. August 2006 um 14:00 Uhr (MESZ) in Moskau (Torpedo-Stadion) | | |     |
| Zuschauer: 300                                                  | | |     |
| Schiedsrichterin: Claudine Brohet ( Belgien)                    | | |     |

## Frankreich – Argentinien 5:0 (2:0)
| Frankreich                                                      | Frankreich | Argentinien | Argentinien |
| --------------------------------------------------------------- | --- | --- | ----------- |
| Frankreich                                                      | \| 18. August 2006 um 17:00 Uhr (MESZ) in Moskau (Torpedo-Stadion) \| \| Zuschauer: 250 \| \| Schiedsrichterin: Shane de Silva ( Trinidad und Tobago) \| | \| 18. August 2006 um 17:00 Uhr (MESZ) in Moskau (Torpedo-Stadion) \| \| Zuschauer: 250 \| \| Schiedsrichterin: Shane de Silva ( Trinidad und Tobago) \| | Argentinien |
| Frankreich                                                      | Sarah Bouhaddi – Sabrina Delannoy, Laure Boulleau, Morgane Courteille (57. Melodie Coudray), Coralie Ducher, Elodie Cordier – Jessica Houara, Louisa Necib (80. Caroline Pizzala), Amandine Henry (67. Ines Dhaou) – Elodie Thomis, Marie-Laure Delie Cheftrainer: Stephane Pilard | Elisabeth Minnig – Eva Gonzalez, Catalina Perez, Gabriela Chávez, Ruth Leiva – Maria Quinones, Florencia Mandrile, Mercedes Pereyra, Emilia Mendieta (46. María Belén Potassa), Maria Blanco (46. Joanna Bracamonte) – Ludmila Manicler (82. Analia Hirmbruchner) Cheftrainer: Jose Carlos Borrello | Argentinien |
| Frankreich                                                      | 1:0 Laure Boulleau (12.) 2:0 Marie-Laure Delie (28.) 3:0 Louisa Necib (51.) 4:0 Marie-Laure Delie (65.) 5:0 Jessica Houara (85.) | | Argentinien |
| Frankreich                                                      | Louisa Necib (16.) | Gabriela Chavez (15.) | Argentinien |
| 18. August 2006 um 17:00 Uhr (MESZ) in Moskau (Torpedo-Stadion) | | |             |
| Zuschauer: 250                                                  | | |             |
| Schiedsrichterin: Shane de Silva ( Trinidad und Tobago)         | | |             |

## USA – Argentinien 4:1 (2:0)
| USA                                                             | USA | Argentinien | Argentinien |
| --------------------------------------------------------------- | --- | --- | ----------- |
| USA                                                             | \| 21. August 2006 um 14:00 Uhr (MESZ) in Moskau (Torpedo-Stadion) \| \| Zuschauer: 200 \| \| Schiedsrichterin: Fatou Gaye ( Senegal) \| | \| 21. August 2006 um 14:00 Uhr (MESZ) in Moskau (Torpedo-Stadion) \| \| Zuschauer: 200 \| \| Schiedsrichterin: Fatou Gaye ( Senegal) \| | Argentinien |
| USA                                                             | Kelsey Davis – Stephanie Logterman, Nikki Krzysik, Sarah Wagenfuhr, Carrie Dew, Erin Hardy – Jordan Angeli (76. Casey Nogueira), Amanda Poach (46. Allie Long), Danesha Adams, Brittany Bock (46. Kelley O’Hara) – Jessica Rostedt Cheftrainer: Tim Schulz | Elisabeth Minnig – Eva Gonzalez, Marisa Farina, Gabriela Chávez, Ruth Leiva (46. Catalina Perez) – Maria Quinones, Florencia Mandrile, Mercedes Pereyra – Ludmila Manicler, María Belén Potassa (76. Amancay Urbani), Analia Hirmbruchner (67. Maria Blanco) Cheftrainer: Jose Carlos Borrello | Argentinien |
| USA                                                             | 1:0 Jessica Rostedt (13.) 2:0 Danesha Adams (38.) 3:1 Alexandra Long (62.) 4:1 Casey Nogueira (90.+1') | 2:1 Mercedes Pereyra (53.) | Argentinien |
| USA                                                             | Nikki Krzysik (6.), Alexandra Long (47.), Kelley O’Hara (47.), Sarah Wagenfuhr (65.) | Florencia Mandrile (11.) | Argentinien |
| USA                                                             | Kelley O’Hara (73.) | | Argentinien |
| 21. August 2006 um 14:00 Uhr (MESZ) in Moskau (Torpedo-Stadion) | | |             |
| Zuschauer: 200                                                  | | |             |
| Schiedsrichterin: Fatou Gaye ( Senegal)                         | | |             |

## DR Kongo – Frankreich 0:1 (0:1)
| DR Kongo                                                        | DR Kongo | Frankreich | Frankreich |
| --------------------------------------------------------------- | --- | --- | ---------- |
| DR Kongo                                                        | \| 21. August 2006 um 17:00 Uhr (MESZ) in Moskau (Torpedo-Stadion) \| \| Zuschauer: 130 \| \| Schiedsrichterin: Tammy Ogston ( Australien) \| | \| 21. August 2006 um 17:00 Uhr (MESZ) in Moskau (Torpedo-Stadion) \| \| Zuschauer: 130 \| \| Schiedsrichterin: Tammy Ogston ( Australien) \| | Frankreich |
| DR Kongo                                                        | Mamie Buazo – Pitshou Tezi, Lucie Mengi, Guyssie Kiuvu, Nanu Mafuala, Oliva Amani (82. Charmante Nsimba), Ivonne Malembo (78. Arlette Mafuta), Odile Kuyangisa – Christine Bongo – Tresorine Nzuzi Vumongo, Annette Nshimire (52. Mify Zenga) Cheftrainer: Poly Bonganya | Sarah Bouhaddi – Sabrina Delannoy, Laure Boulleau, Morgane Courteille, Coralie Ducher – Jessica Houara, Louisa Necib (65. Caroline Pizzala), Ines Dhaou, Amandine Henry – Elodie Thomis (81. Helene Plu), Marie-Laure Delie Cheftrainer: Stephane Pilard | Frankreich |
| DR Kongo                                                        | 0:1 Amandine Henry (44.) | | Frankreich |
| DR Kongo                                                        | Pitshou Tezi (17.), Guyssie Kiuvu (57.), Nanu Mafuala (70.), Charmante Nsimba (87.) | | Frankreich |
| 21. August 2006 um 17:00 Uhr (MESZ) in Moskau (Torpedo-Stadion) | | |            |
| Zuschauer: 130                                                  | | |            |
| Schiedsrichterin: Tammy Ogston ( Australien)                    | | |            |

## Argentinien – DR Kongo 4:0 (4:0)
| Argentinien                                                               | Argentinien | DR Kongo | DR Kongo |
| ------------------------------------------------------------------------- | --- | --- | -------- |
| Argentinien                                                               | \| 24. August 2006 um 17:00 Uhr (MESZ) in St. Petersburg (Petrowski-Stadion) \| \| Zuschauer: 450 \| \| Schiedsrichterin: Bentla D’Coth ( Indien) \| | \| 24. August 2006 um 17:00 Uhr (MESZ) in St. Petersburg (Petrowski-Stadion) \| \| Zuschauer: 450 \| \| Schiedsrichterin: Bentla D’Coth ( Indien) \| | DR Kongo |
| Argentinien                                                               | Elisabeth Minnig – Eva Gonzalez, Marisa Farina, Gabriela Chávez, Catalina Perez – Maria Quinones, Florencia Mandrile, Mercedes Pereyra – Ludmila Manicler (72. Ruth Leiva), María Belén Potassa (89. Mariana Suarez), Analia Hirmbruchner (54. Maria Blanco) Cheftrainer: Jose Carlos Borrello | Mamie Buazo – Pitshou Tezi (46. Nanouche Lumbu), Lucie Mengi, Guyssie Kiuvu, Nanu Mafuala, Oliva Amani, Odile Kuyangisa – Arlette Mafuta, Christine Bongo (76. Ivonne Malembo) – Tresorine Nzuzi Vumongo, Mify Zenga (49. Olga Wadio) Cheftrainer: Poly Bonganya | DR Kongo |
| Argentinien                                                               | 1:0 Ludmila Manicler (13.) 2:0 María Belén Potassa (15.) 3:0 Ludmila Manicler (17.) 4:0 Ludmila Manicler (45.) | | DR Kongo |
| Argentinien                                                               | Mify Zenga (22.), Tresorine Nzuzi Vumongo (69., nächstes Spiel gesperrt), Olga Wadio (87., nächstes Spiel gesperrt) | | DR Kongo |
| Argentinien                                                               | Gabriela Chavez (68.), Maria Blanco (82.) | | DR Kongo |
| 24. August 2006 um 17:00 Uhr (MESZ) in St. Petersburg (Petrowski-Stadion) | | |          |
| Zuschauer: 450                                                            | | |          |
| Schiedsrichterin: Bentla D’Coth ( Indien)                                 | | |          |

## USA – Frankreich 1:0 (0:0)
| USA                                                            | USA | Frankreich | Frankreich |
| -------------------------------------------------------------- | --- | --- | ---------- |
| USA                                                            | \| 24. August 2006 um 17:00 Uhr (MESZ) in Moskau (Dynamo-Stadion) \| \| Zuschauer: 300 \| \| Schiedsrichterin: Hong Eun-ah ( Südkorea) \| | \| 24. August 2006 um 17:00 Uhr (MESZ) in Moskau (Dynamo-Stadion) \| \| Zuschauer: 300 \| \| Schiedsrichterin: Hong Eun-ah ( Südkorea) \| | Frankreich |
| USA                                                            | Valerie Henderson – Nikki Krzysik, Sarah Wagenfuhr (46. Amanda Poach), Stephanie Lopez, Carrie Dew – Jordan Angeli, Tobin Heath, Brittany Bock (58. Allie Long), Tina Di Martino – Lauren Cheney, Amy Rodriguez (46. Jessica Rostedt) Cheftrainer: Tim Schulz | Sarah Bouhaddi – Sabrina Delannoy, Laure Boulleau (74. Ines Dhaou), Coralie Ducher (42. Elodie Cordier), Melodie Coudray, Emilie L'Huillier – Caroline Pizzala, Meriame Ben Abdelwahab, Louisa Necib, Amandine Henry (63. Marie-Laure Delie) – Elodie Thomis Cheftrainer: Stephane Pilard | Frankreich |
| USA                                                            | 1:0 Jessica Rostedt (61.) | | Frankreich |
| USA                                                            | Tobin Heath (16.), Amanda Poach (85., nächstes Spiel gesperrt) | Caroline Pizzala (27.), Emilie L'Huillier (45'+2', nächstes Spiel gesperrt) | Frankreich |
| 24. August 2006 um 17:00 Uhr (MESZ) in Moskau (Dynamo-Stadion) | | |            |
| Zuschauer: 300                                                 | | |            |
| Schiedsrichterin: Hong Eun-ah ( Südkorea)                      | | |            |